# Блок, Шерман
Шерман Блок (англ. Sherman Block) (19 июля 1924 — 29 октября 1998) — 29-й шериф в округе Лос-Анджелес, возглавлял Департамент шерифа округа Лос-Анджелес с января 1982 до своей смерти.

## Биография
Блок вырос в Чикаго в еврейской семье. Он служил в армии в течение трёх с половиной лет в Европе и Тихом океане во время Второй мировой войны. Он специализировался на инженерии в Вашингтонском университете в Сент-Луисе. Затем переехал в Лос-Анджелес и поступил на службу в департамент шерифа в 1956, став первым заместителем руководителя департамента, который прошёл через все звания. Впоследствии стал первым евреем, который достиг звания шерифа департамента за всю его 148-летнюю историю.
В 1962 году, работая заместителем шерифа, арестовал комика Леонарда Альфреда Шнайдера за непристойность, а именно за использование термина «schmuck» на идиш во время выступления. За время своего пребывания в должности он стал самым высокооплачиваемым выборным должностным лицом в Соединённых Штатах. В 1988 году был создан Sherman Block Supervisory Leadership Institute (SBSLI). Это программа, предназначенная для моделирования личностного роста и лидерства, а также принятия этических решений непосредственными руководителями правоохранительных органов Калифорнии. Сотрудники правоохранительных органов Калифорнии, имеющие звание сержанта и выше, могут посещать эту программу. Он умер во время своей кампании по переизбранию, которую ожидал выиграть. Даже после смерти он получил около трети всех голосов, поскольку противники будущего 30-го шерифа округа, Ли Бака, хотели, чтобы власти округа назначили его преемника. Смерть Шермана Блока нарушила традицию выбора преемника действующим шерифом.
Его двоюродный брат — кинопродюсер Берл Адамс.